# 拉拉加
拉拉加（西班牙語：Larraga）是西班牙纳瓦拉的一个市镇。总面积77平方公里，总人口1920人（2001年），人口密度25人/平方公里。